# Televisore portatile

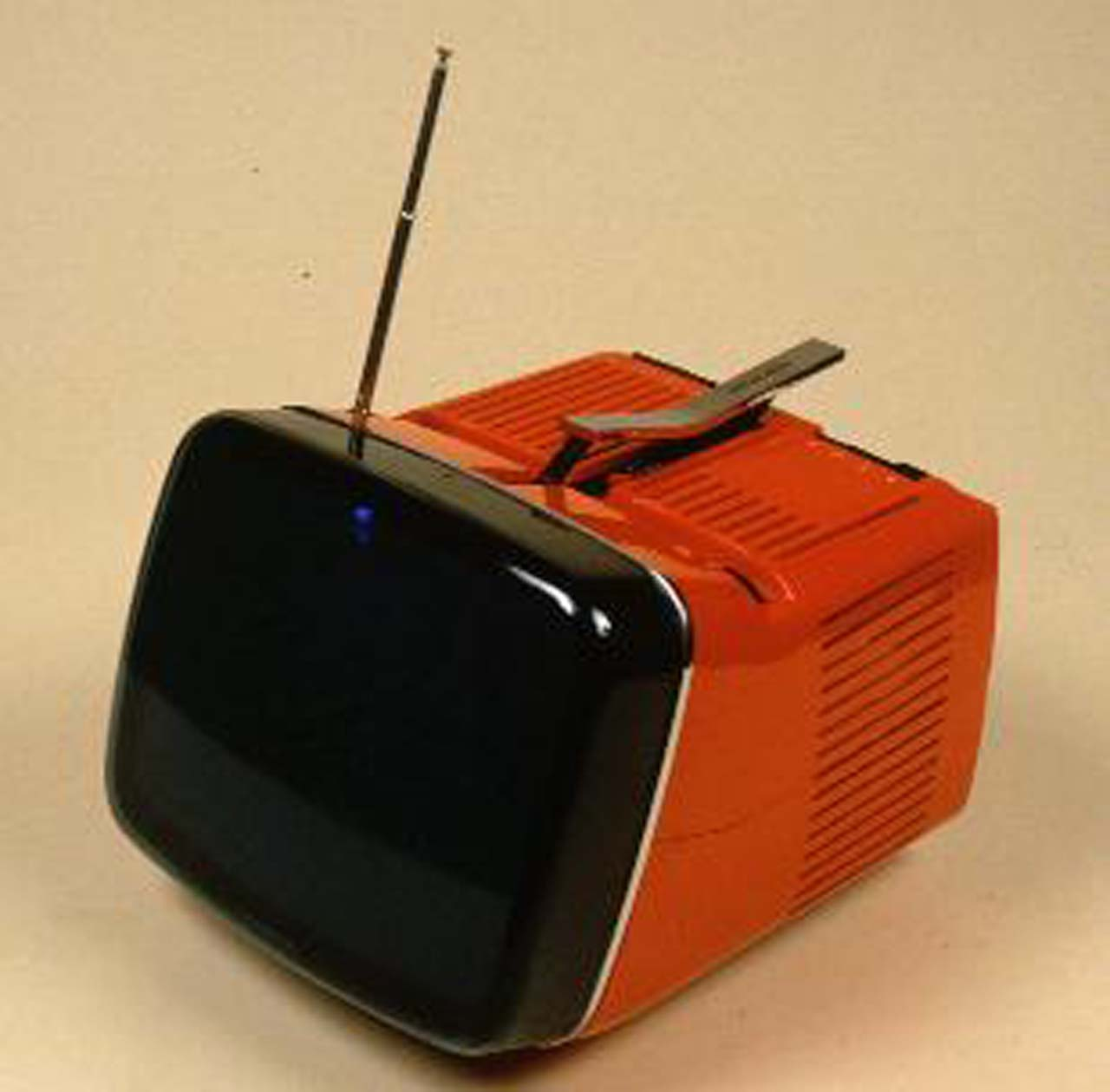
Il Brionvega Algol 11, uno dei primi televisori portatili prodotto negli anni settanta

Un televisore portatile è un televisore di piccole dimensioni in grado di essere trasportato ovunque.

## Caratteristiche
I primi televisori portatili avevano uno schermo a tubo catodico in scala di grigi (bianco e nero).
In seguito i televisori portatili sono stati dotati di tubi catodici a colori. Il primo televisore portatile a colori introdotto nel mercato italiano è stato il Porta-Color.
Con l'evoluzione della tecnologia, sono stati sviluppati poi modelli dotati di schermo LCD a colori, di dimensioni molto contenute (5 pollici) con capacità aggiuntive di riprodurre video e musica fungendo sia da televisore che da lettore multimediale. Altri ancora consentono la registrazione di programmi TV.

## Ricezione
Generalmente un televisore portatile riceve il segnale tramite un'antenna radio del tutto simile a quella utilizzata nei sintonizzatori radio portatili, con eventuale decoder integrato per il segnale televisivo digitale terrestre.
Alcuni modelli consentono di collegare un'antenna esterna tramite cavo coassiale.

## Altre TV portatili
Sono disponibili dei software in grado di utilizzare un telefono cellulare o un tablet computer come un televisore tramite streaming. Questi software normalmente funzionano tramite la rete Internet, perciò è necessario collegarci ad un hotspot Wi-Fi o avere un abbonamento dati attivo su Carta SIM (scheda SIM).
Esistono inoltre telefoni cellulari, noti in Italia con il marchio della compagnia telefonica Tre Tivufonini, in grado di ricevere un segnale televisivo. Generalmente questi dispositivi non ricevono il segnale televisivo tradizionale (televisione analogica o televisione digitale), come una televisione portatile, ma ricevono il segnale televisivo mobile.

## Modelli celebri

### Brionvega Algol
L'Algol della Brionvega è stato uno dei primi televisori portatili in bianco e nero, prodotto negli anni settanta.

### Sony Watchman
Nel 1982 la Sony rilascia sul mercato il primo Watchman. La Watchman diventa una delle più famose serie di televisori portatili, tanto che un suo modello appare nel film Rain Man - L'uomo della pioggia.
La serie degli Watchman termina nel 2000.